# Władysław Kowalenko
Władysław Kowalenko (ur. 28 sierpnia?/9 września 1884 w Mińsku Litewskim, zm. 15 czerwca 1966 w Poznaniu) – historyk, archeolog, marynista.

## Życiorys

### Życie prywatne
Władysław Kowalenko urodził się 9 września 1884 w Mińsku Litewskim w rodzinie urzędnika bankowego Franciszka i Heleny z Brzozowskich. Od 1918 był żonaty z Józefą Maculewicz (1° voto Szrejber, 1884–1966). Pozostawił córki: Halinę (ur. 1922) i Krystynę (ur. 1929).

### Edukacja i praca zawodowa
W Wilnie spędził dzieciństwo. Wydalony przez władze carskie z wilczym biletem z gimnazjum w Wilnie maturę uzyskał jako ekstern w 1908, gimnazjum w Rosławlu, gub. smoleńskiej. Był oficerem armii rosyjskiej w latach 1904–1917 (brał m.in. udział w wojnie rosyjsko-japońskiej). W 1913 na uniwersytecie w Petersburgu rozpoczął studia na wydziale historyczno-filologicznym. W 1918 zorganizował polskie gimnazjum w Święcianach, a we wrześniu 1920 roku został z nim ewakuowany do Torunia. W 1921 roku osiadł w Poznaniu, gdzie na Uniwersytecie Poznańskim kontynuował studia historyczne. W 1925 doktoryzował się u Kazimierza Tymienieckiego na podstawie rozprawy pt. Geneza udziału stołecznego miasta Wilna w sejmach Rzeczypospolitej, a następnie pod kierunkiem Józefa Kostrzewskiego habilitował się z zakresu archeologii na podstawie pracy Grody i osadnictwo grodowe Wielkopolski wczesnohistorycznej w VII–XII w.. Uczył historii w gimnazjum Ignacego Paderewskiego (1921–1926), a później do 1939 w gimnazjum Gotthilfa Bergera oraz w Liceum Handlowym i na Wyższym Kursie Nauczycielskim. Od 1925 działał również w Lidze Morskiej i Kolonialnej. Na okręg poznański był w jej zarządzie, a później wszedł do Zarządu Głównego, w którym do 1939 stał na czele Sekcji Wychowania Młodzieży (m.in. obok generała Mariusza Zaruskiego). Politycznie był związany z narodową demokracją.
W latach 1932–1936 prezes Zarządu Okręgu Towarzystwa Nauczycieli Szkół Średnich i Wyższych na województwo bydgoskie i poznańskie.

### Okres II wojny światowej i czasy powojenne
Podczas okupacji przebywał w Warszawie, gdzie był współzałożycielem Tajnego Uniwersytetu Ziem Zachodnich (1940) oraz w jego ramach organizatorem Tajnego Instytutu Morskiego (1942). W Warszawie nauczał również w tajnym III gimnazjum miejskim oraz walczył w powstaniu warszawskim. W marcu 1945 po powrocie do Poznania uczestniczył w odbudowie UP i prowadził na nim w latach 1945–1948 wykłady z zakresu historii żeglugi morskiej, a później był do 1950 kontraktowym profesorem nadzwyczajnym i kierownikiem jedynej w Polsce katedry zajmującej się tymi zagadnieniami. W latach 1945–1948 kierował równocześnie Wyższą Szkołą Handlu Morskiego w Gdyni i Sopocie, która została założona z jego inicjatywy, a w 1950 przeszedł do pracy w Instytucie Zachodnim w Poznaniu. Kontynuował badania nad żeglugą Słowian i portami wczesnośredniowiecznymi Słowiańszczyzny Zachodniej, które publikowane były w latach 1950–1955 w „Przeglądzie Zachodnim”. W 1954 objął kierownictwo sekretariatu naukowego Słownika starożytności słowiańskich i włożył ogromny wysiłek organizacyjny w to wydawnictwo. W 1960 przeszedł na emeryturę, ale pełnił nadal funkcję jednego z głównych redaktorów Słownika.
Zmarł 15 czerwca 1966 w Poznaniu i został pochowany 18 czerwca 1966 na cmentarzu Junikowskim (pole 20-7-4).

## Odznaczenia
- Medal 10-lecia Polski Ludowej (22 lipca 1955)[13]